# Míriam (nome)
Míriam ou Miriã (Hebraico: מִרְיָם, Moderno Mīryam Tiberiano Mīryām) é um nome feminino registrado no hebraico bíblico no Livro do Êxodo como o nome da irmã de Moisés, a profetisa Miriã.
As variantes de grafia incluem o francês Myriam, o alemão Mirjam, Mirijam; as formas hipocorísticas incluem Mira, Miri e Mimi (comumente usadas em Israel).
A etimologia do nome não é clara. Como muitos nomes levitas são de origem egípcia, o nome pode vir do egípcio mr "amor", como nos nomes egípcios mry.t-jmn (Meritamon) "amada de Amon" e mry.t-rꜥ (Meritré) "amada de Rá".
Uma pronúncia grega mais antiga deste nome, Maryām (Μαριάμ), é encontrada no Antigo Testamento grego (século III a.C.) e nos manuscritos do Novo Testamento como o nome de várias mulheres, incluindo Maria, mãe de Jesus e Maria Madalena. Variantes deste nome incluem o grego e o latim Maria.
"Míriam" é um nome feminino comum em países que falam inglês, francês, espanhol, português, alemão e holandês, bem como entre os judeus asquenazes. Também é bastante comum em países escandinavos, Itália, Romênia, Hungria, Polônia, República Tcheca, Eslováquia, Eslovênia e Croácia.[carece de fontes?]

## Variante "Mariam"
Maria, mãe de Jesus do Novo Testamento, tinha uma variante judaico-aramaica deste nome, Maryām (מרים). No Novo Testamento da Bíblia, escrito em grego, seu nome é transliterado Mariam (Μαριάμ) ou Maria. Várias outras mulheres no Novo Testamento, incluindo Maria Madalena, são chamadas pelo mesmo nome.
Na antiguidade, era etimologizado de várias maneiras como "rebelião", "mar amargo", "águas fortes", "exaltada", "governante", "desejada por um filho" ou "bela".
São Jerônimo (escrevendo c. 390), seguindo Eusébio de Cesareia, traduz o nome como "gota do mar" (stilla maris em latim), do hebraico מר mar "gota" (cf. Isaías 40:15) e ים yam "mar". Esta tradução foi posteriormente traduzida como stella maris ("estrela do mar") devido a um erro de escriba ou como resultado de mudanças vocálicas do século III, de onde vem o título da Virgem Maria, Estrela do Mar.
Alternativamente, o nome pode ser interpretado como "estrela do mar" se tomado como uma forma contraída do hebraico מאור ma'or "estrela" (lit. "luminar") mais ים yam "mar", mas isso "parece uma interpretação muito livre".
Rashi, um comentarista judeu da Bíblia do século XI, escreveu que o nome foi dado à irmã de Moisés por causa do tratamento severo dos egípcios aos judeus no Egito. Rashi escreveu que os israelitas viveram no Egito por duzentos e dez anos, incluindo oitenta e seis anos de escravidão cruel que começou na época em que a irmã mais velha de Moisés nasceu. Por isso, a menina foi chamada de Míriam, porque os egípcios tornaram a vida amarga (מַר, mar) para o seu povo.
Devido ao grande significado religioso de Maria, variantes de seu nome são frequentemente dadas a meninas tanto no mundo ocidental quanto no árabe. No Alcorão, o nome de Maria assumiu a forma árabe Maryam (مريم), que também foi passada para outras línguas. A variante grega Maria passou para o latim e daí para muitas línguas europeias modernas.[carece de fontes?]

## Figuras bíblicas e apócrifas
- Míriam, a irmã de Moisés
- Mulher com sete filhos, mártir judia descrita em 2 Macabeus 7, nomeada no Midraxe das Lamentações como Miriam bat Tanhum
- Míriam (Maria), a mãe de Yeshua (Jesus)
- Míriam (Maria) de Magdala
- Míriam, esposa de Clopas
- Míriam, irmã de Jesus (provavelmente esse é o nome dela)

## Pessoas chamadas Míriam
- Maria, a Judia, também conhecida como Míriam, a Profetisa, uma antiga alquimista que acredita-se ter vivido em algum período entre os séculos I e III AD.
- Míriam, filha de Rashi
- Miriam Gallardo (nascida em 1968), jogadora de vôleibol peruana
- Miriam Goldberg (1916–2017), editora americana
- Miriam González Durántez (nascida em 1968), advogada de direito internacional espanhola e esposa do ex-Primeiro Ministro do Reino Unido Nick Clegg
- Miriam Leslie (1828–1914), autora, ativista e filantropista americana
- Miriam Lexmann (nascida em 1972), política eslovaca
- Miriam Makeba (1932–2008), cantora e ativista sul-africana
- Miriam Margolyes (nascida em 1941), atriz britânica
- Miriam Soares (nascida em 1965), jogadora de futebol brasileira
- Miriam Stockley (nascida em 1962), cantora inglesa nascida na África do Sul
- Myriam Baverel (nascida em 1981), artista marcial francesa
- Myriam Casanova (nascida em 1985), tenista suíça
- Myriam Fox-Jerusalmi (nascida em 1961), canoísta francesa
- Myriam Lignot (nascida em 1975), nadadora sincronizada francesa
- Myriam Moscona (nascida em 1955), jornalista mexicana
- Myriam Sarachik (1933–2021), física belga